# Jössefors
Jössefors is een plaats in de gemeente Arvika in het landschap Värmland en de provincie Värmlands län in Zweden. De plaats heeft 748 inwoners (2005) en een oppervlakte van 149 hectare.

## Verkeer en vervoer
Bij de plaats loopt de Länsväg 172.